# Верхнениколаевское
Верхнениколаевское — село в Адлерском районе муниципального образования город-курорт Сочи Краснодарского края России. Входит в состав Кудепстинского сельского округа. Официальный сайт села : https://verhnenikolaevskoe.ru/

## География
Село находится в западной части края, в предгорной зоне Причерноморского побережья, у рек Старики, Речуха Лаптева и др.
Рельеф местности в основном холмистый с ярко выраженными колебаниями относительных высот.

## История
Согласно Закону Краснодарского края от 1 апреля 2004 года № 679-КЗ село Верхнениколаевское вошло в состав образованного муниципального образования город-курорт Сочи.

## Население
| 2002 | 2010  |
| ---- | ----- |
| 1108 | ↘1015 |

Национальный состав
Согласно результатам переписи 2002 года, в национальной структуре населения русские и армяне составляли по 44 % от 1108 жителей.

## Инфраструктура
Развит туризм.

## Транспорт
Остановка «Верхнениколаевское» автобусного маршрута 136 (на декабрь 2019).